# 上馬 (世田谷區)
上馬（日语：／ Kamiuma */?）是東京都世田谷區的地名。現行行政地名為上馬一丁目至五丁目。郵遞區號為154-0011。

## 地理
屬世田谷區世田谷地域。區內還有名為下馬的町，但兩者未相連。

## 歷史
現在的五丁目附近有適合茶湯的清水，茶人與愛好茶道的公家、大名在此建造下屋敷，通稱「茶人町」。現在自由通一條往東連接世田谷通的巷道，被當地居民稱為「茶匠通」。

### 地名由來
舊荏原郡上馬引澤村的簡稱。傳說源頼朝遠征途中經過此地遇上山崩，下令「以後經過此地，須拉著馬通過」，後來演變為地名。這也表示「上馬」是十分悠久的地名。

### 沿革
- 1966年（昭和41年）10月1日 - 上馬町一部分成立弦卷一丁目與二丁目[2]
- 1967年（昭和42年）2月1日 - 新設上馬一丁目至五丁目，上馬町一部分成立野澤一丁目[3]
- 1967年（昭和42年）7月1日 - 上馬町一部分成立駒澤一丁目與二丁目[4]
- 1967年（昭和42年）11月1日 - 上馬町一部分成立駒澤三丁目與駒澤公園[5]
- 1968年（昭和43年）7月15日 - 上馬町一部分成立三軒茶屋一丁目、下馬二丁目與三丁目[6]

### 町名變遷
| 實施後         | 實施年月日     | 實施前（無備註表各町名一部分）                           |
| -------------- | -------------- | -------------------------------------------------------- |
| 弦卷一丁目     | 1966年10月1日  | 弦卷町一丁目，弦卷町二丁目，上馬町二丁目                 |
| 弦卷二丁目     | 1966年10月1日  | 弦卷町一丁目，弦卷町二丁目，上馬町三丁目                 |
| 野澤一丁目     | 1967年2月1日   | 野澤町一丁目，上馬町一丁目                               |
| 上馬一丁目     | 1967年2月1日   | 上馬町一丁目                                             |
| 上馬二丁目     | 1967年2月1日   | 上馬町一丁目                                             |
| 上馬三丁目     | 1967年2月1日   | 上馬町一丁目                                             |
| 上馬四丁目     | 1967年2月1日   | 上馬町一丁目，上馬町二丁目                               |
| 上馬五丁目     | 1967年2月1日   | 上馬町二丁目，世田谷一丁目                               |
| 駒澤一丁目     | 1967年7月1日   | 上馬町三丁目，深澤町一丁目，新町一丁目                   |
| 駒澤二丁目     | 1967年7月1日   | 上馬町二丁目（全域），上馬町一丁目，上馬町三丁目         |
| 駒澤三丁目     | 1967年[11月1日 | 弦卷町一丁目（全域），上馬町三丁目，新町一丁目           |
| 駒澤公園       | 1967年[11月1日 | 上馬町三丁目，深澤町一丁目，深澤町二丁目，新町一丁目     |
| 三軒茶屋一丁目 | 1968年7月15日  | 太子堂町（全域），三軒茶屋町，下馬町一丁目，上馬町一丁目 |
| 下馬二丁目     | 1968年7月15日  | 池尻町，三宿町，三軒茶屋町，下馬町一丁目，上馬町一丁目   |
| 下馬三丁目     | 1968年7月15日  | 下馬町三丁目，上馬町一丁目                               |

## 交通
最近的車站是東急田園都市線、東急世田谷線三軒茶屋站（位於太子堂）與駒澤大學站（位於此地四丁目）。最近的高速道路出入口是三軒茶屋出入口與池尻出入口。玉川通與環七通在上馬交差點交會。

## 備註
1. ↑  平成25年（2013年）の世田谷区の町丁別人口と世帯数 - 世田谷区
2. ↑  1967年（昭和42年）1月19日自治省告示第13号「住居表示を実施した件」
3. ↑  1967年（昭和42年）3月17日自治省告示第56号「住居表示を実施した件」
4. ↑  1967年（昭和42年）7月17日自治省告示第121号「住居表示を実施した件」
5. ↑  1967年（昭和42年）12月28日自治省告示第184号「住居表示を実施した件」
6. ↑  1968年（昭和43年）7月23日自治省告示第158号「住居表示を実施した件」